# Szkodna
Szkodna [pronunciación en polaco: /ˈʂkɔdna/] es un pueblo en el distrito administrativo de Gmina Sędziszów Małopolski, dentro del Distrito de Ropczyce-Sędziszów, Voivodato de Subcarpacia, en el sudeste de Polonia. Se encuentra aproximadamente 11 kilómetros al sur de Sędziszów Małopolski, 12 kilómetros al sur de Ropczyce, y 26 kilómetros al oeste de la capital regional, Rzeszów.